# 달랜 프루걸

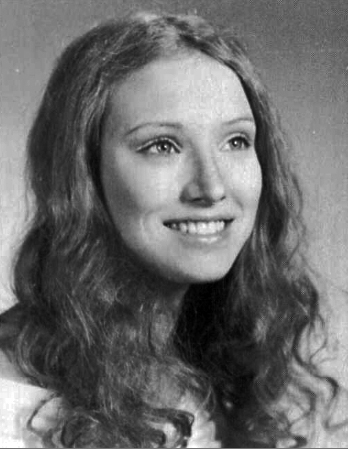

달랜 프루걸(Darlanne Fluegel, 1953년 11월 25일 ~ 2017년 12월 15일)는 미국의 배우, 모델, 텔레비전 배우, 영화배우, 영화 프로듀서이다.
윌크스바에서 태어났으며 올랜도에서 사망하였다. 사인은 알츠하이머병이다.

## 방송
- 와이즈가이
- 형사 헌터

## 영화
- 다크맨 3 (1996년)
- 마이애미 캅 (1994년)
- 스케치북 속의 살인 (1994년)
- 스캐너 캅 (1994년)
- 더블 서스피션 (1993년)
- 지옥의 슬로터 (1993년)
- 공포의 묘지 2 (1992년)
- 위험한 창공 (1990년)
- 실베스타 스텔론의 탈옥 (1989년) - 멜리사 역
- 고속도로 살인사건 (1988년) - 사라 서니 하퍼 역
- 와이즈가이 (1987년)
- 필사의 도주 (1986년) - 안나 역
- 시카고 MCU (1986년)
- 해리와 아치 (1986년)
- 맥가이버 - 파일롯 (1985년)
- 리브 앤 다이 (1985년)
- 형사 헌터 (1984년)
- 원스 어폰 어 타임 인 아메리카 (1984년)
- 우주의 7인 (1980년)
- 로라 마스의 눈 (1978년)